# لیو وی (بازیکن تنیس روی میز)
لیو وی (انگلیسی: Liu Wei؛ زادهٔ ۱۹۶۹) یک بازیکن تنیس روی میز اهل جمهوری خلق چین است. 
وی در مسابقات کشوری و بین‌المللی در مجموع برنده ۹ مدال طلا، ۵ مدال نقره، ۴ مدال برنز شده‌است.